# 香港民主民生協進会
香港民主民生協進会（ホンコンみんしゅみんせいきょうしんかい）、略して「民協」（みんきょう）は、1986年10月26日に結成された香港の民主派政党。民主派政党のなかでは穏健な立場を取る。